# Anadenanthera peregrina
Anadenanthera peregrina ist eine von zwei Pflanzenarten aus der Gattung Anadenanthera innerhalb der Familie der Hülsenfrüchtler (Fabaceae). Anadenanthera peregrina und Anadenanthera colubrina sind in Südamerika verbreitet, werden dort Yopo genannt und als psychoaktive Droge verwendet.

## Beschreibung

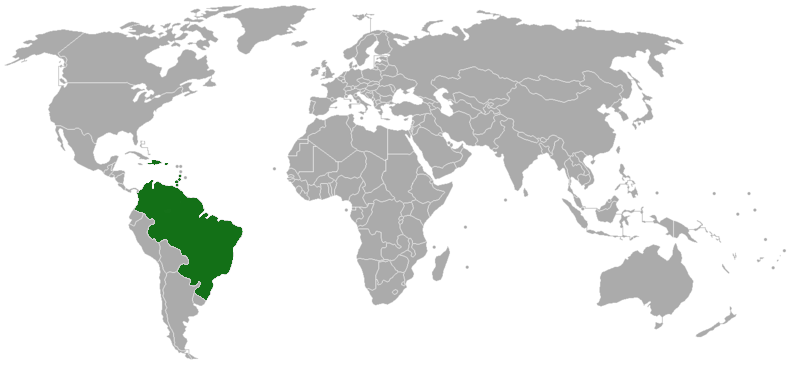
Verbreitungsgebiet

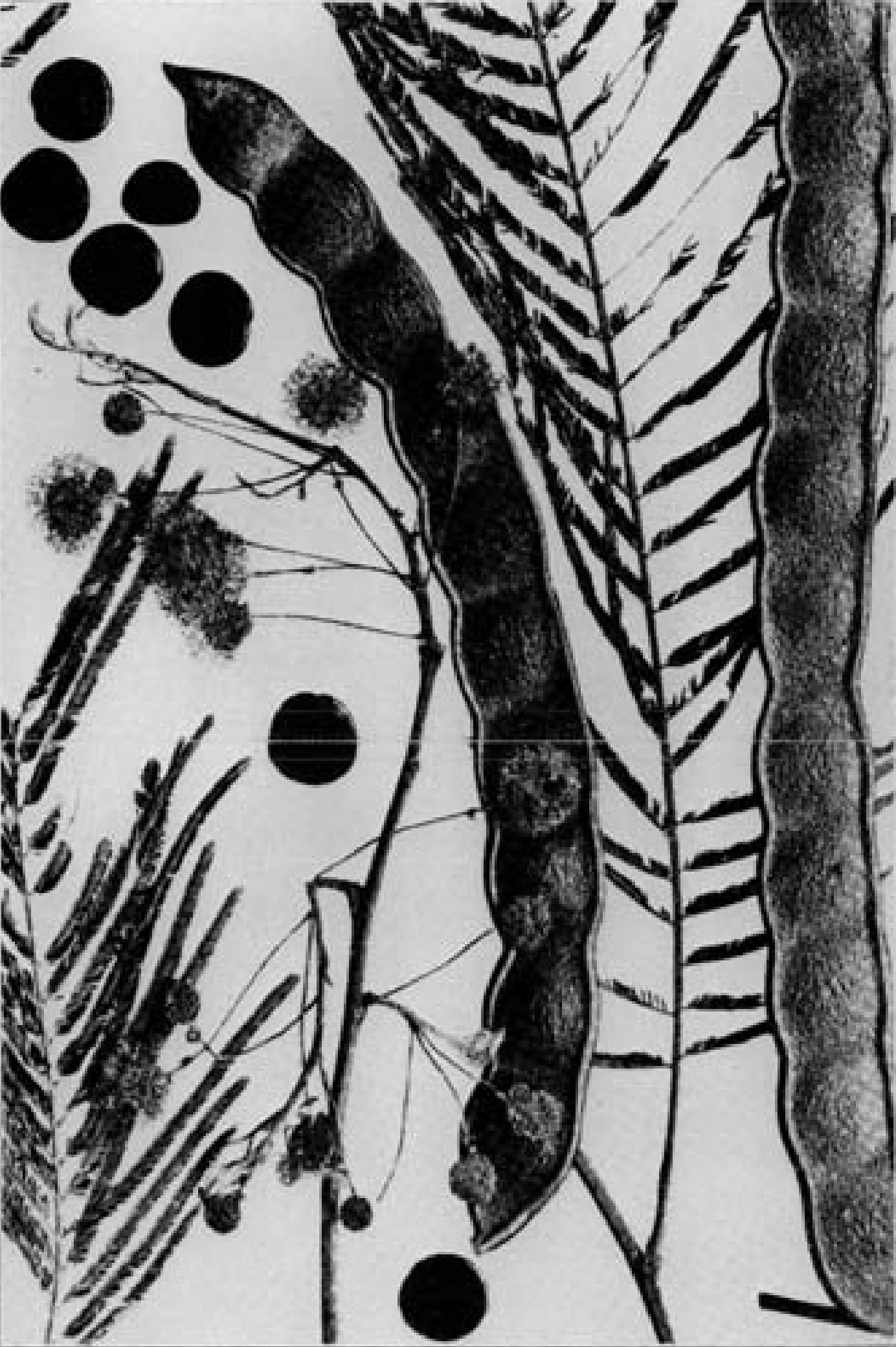
Anadenanthera peregrina 1916

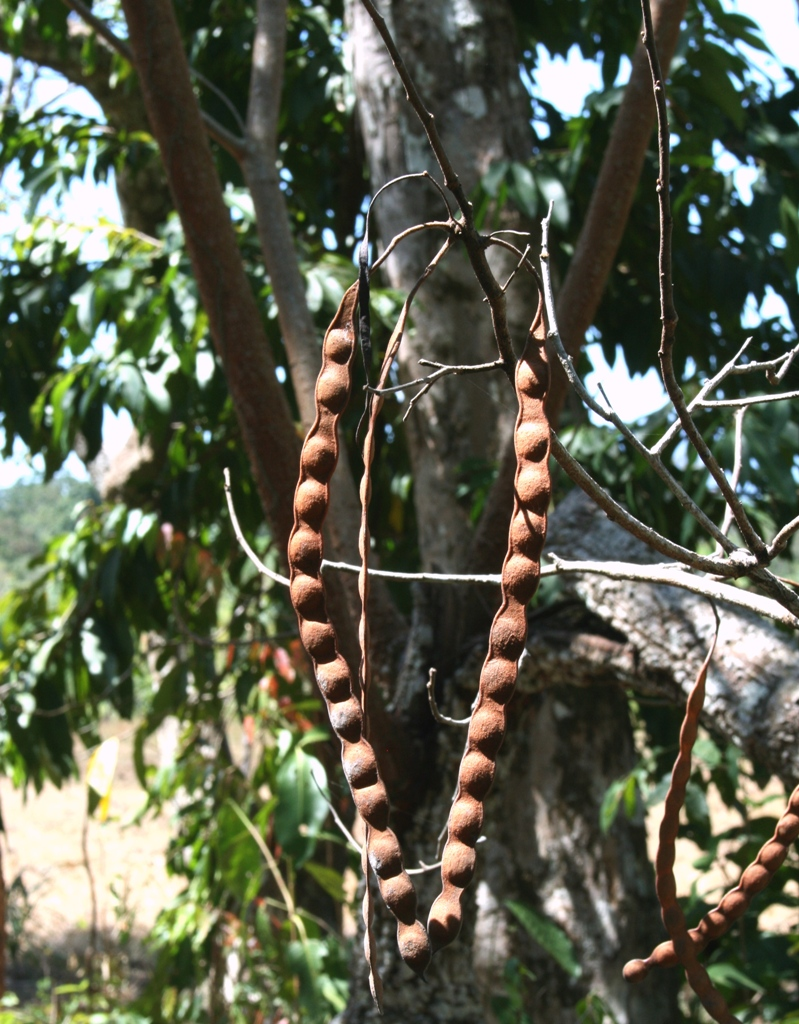
Hülsenfrüchte

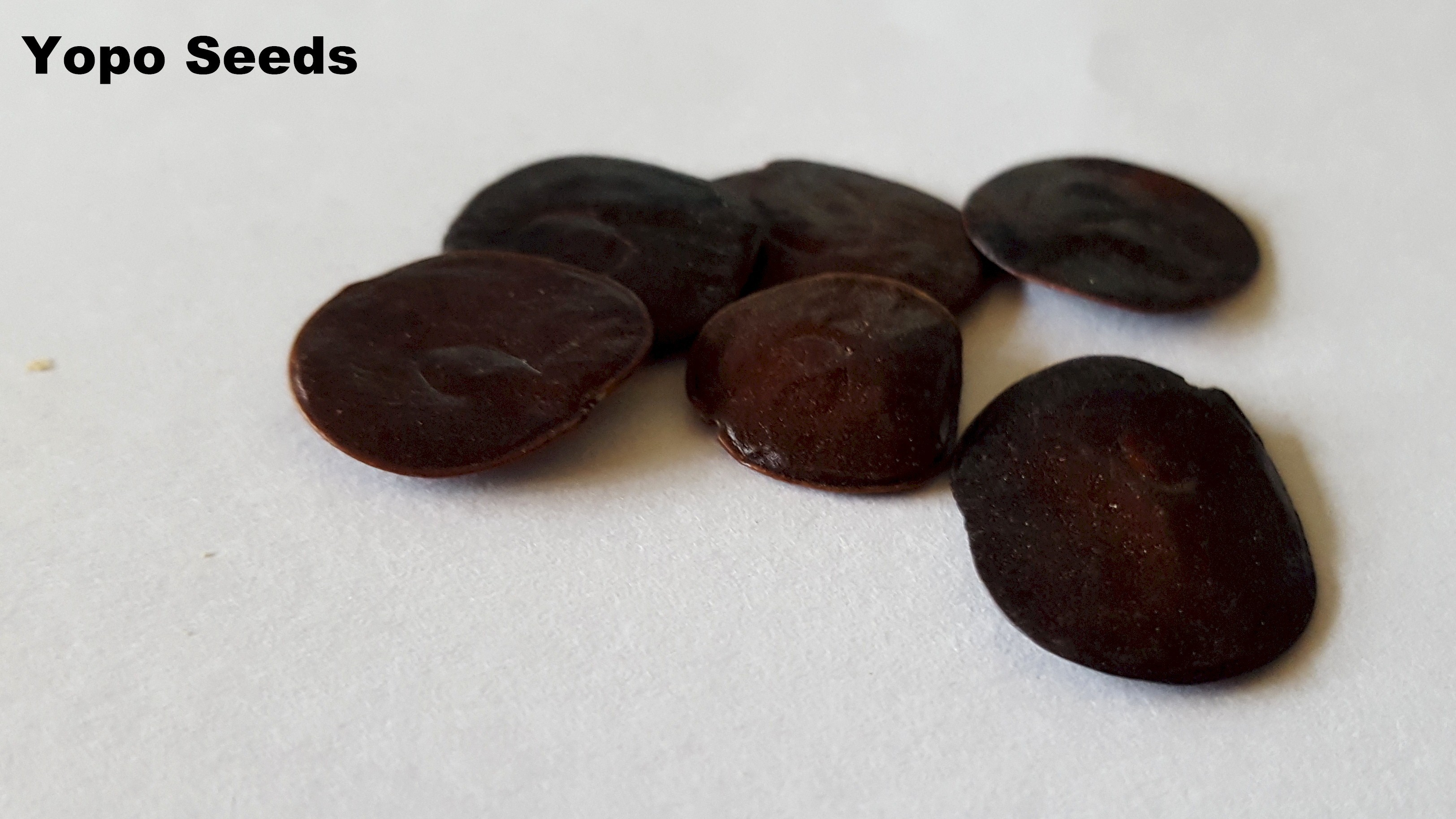
Samen

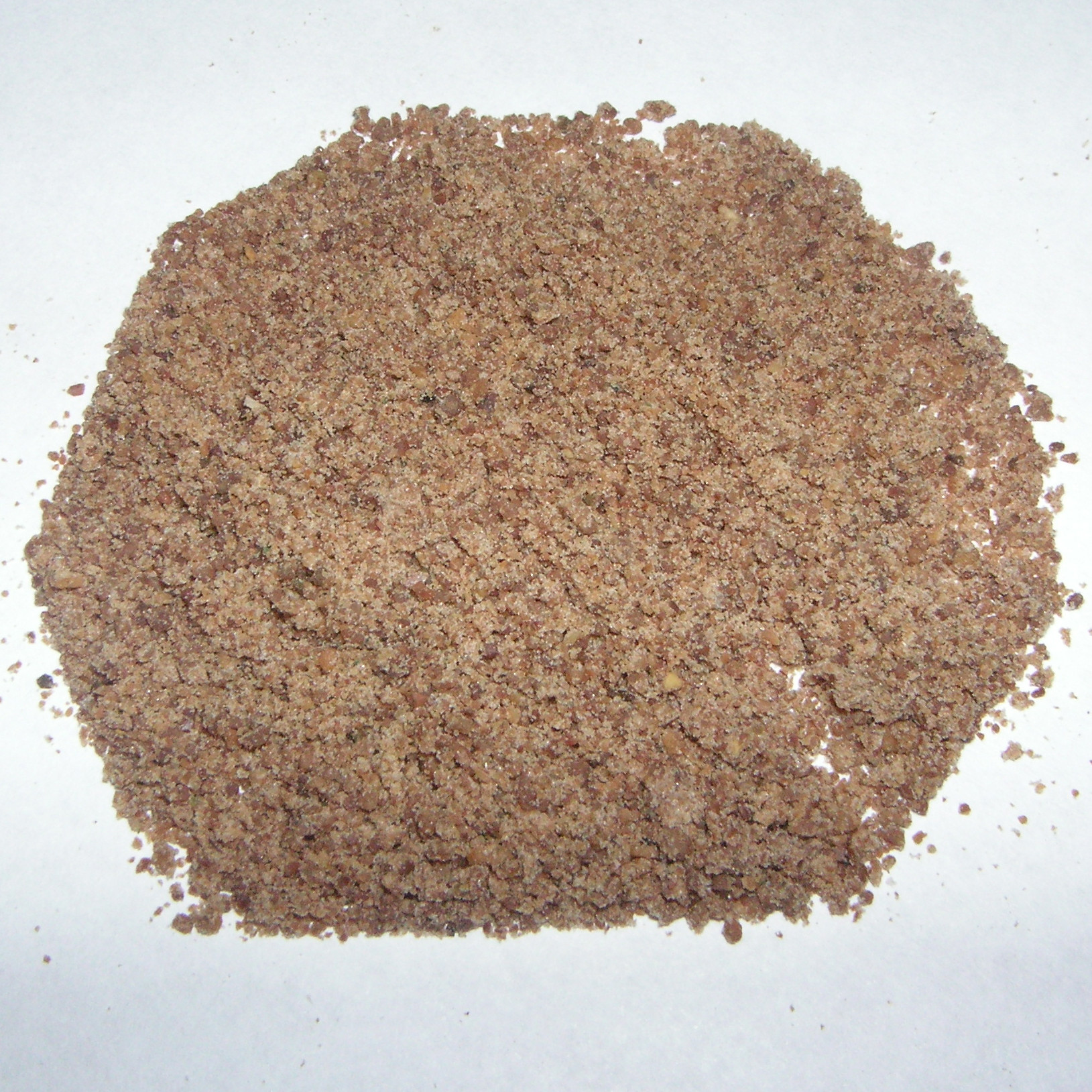
Yopo-Schnupftabak

### Vegetative Merkmale
Anadenanthera peregrina wächst als mimosenartiger Baum oder Strauch und erreicht Wuchshöhen von 4 bis 25 m oder mehr mit einer Stammdicke von 20–40 cm. Die braune, manchmal korkige Borke weist unten am Stamm, an jungen Exemplar gehäuft, gräuliche und kegelförmige, teils zugespitzte Auswüchse (Panzerungen) auf. 
Die etwa 12 bis 30 cm langen Laubblätter sind doppelt gefiedert und setzen sich aus zehn bis dreißig gegenständigen primären Fiederpaaren zusammen. Die sehr vielen, kleinen und länglichen, leicht bewimperten und (fast) sitzenden Blättchen sind 2–8 mm lang und 0,5–1,5 mm breit, sowie minimal bespitzt. Am Blattstiel können Drüsen vorhanden sein.

### Generative Merkmale
Die 35 bis 50 sehr kleinen, fast sitzenden, fünfzähligen Blüten mit doppelter Blütenhülle stehen in end- oder achselständigen, traubigen Blütenständen in kugeligen, gestielten Köpfchen – mit einem Durchmesser von 10 bis 18 mm – zusammen. Es sind am Köpfchenstiel, etwas unterhalb des Blütenbodens zwei kleine, verwachsene Hochblätter vorhanden. Bei den Blüten ist jeweils ein kleines Deckblatt vorhanden. Der haarige, glockenförmige Kelch hat kleine, freie Zipfel. Die fünf Blütenkronblätter sind weißlich bis orange und zur Hälfte verwachsen, mit länglichen und freien Zipfeln. Die 10 langen und vorstehenden Staubblätter mit weißen, dünnen Staubfäden sind zwischen 5 und 8 mm lang. Der längliche, einkammerige Fruchtknoten ist oberständig und kurz gestielt mit einem langen Griffel mit kleiner, kopfiger Narbe.
Die raue, kahle und holzige, bespitzte Hülsenfrucht mit verdickten Rändern weist eine Länge von 5 bis 35 cm und eine Breite von 1 bis 3 cm auf. Sie enthält 3 bis 15 flache, rundliche, scheibenförmige Samen und ist zwischen den Samen eingeschnürt. Diese sind dunkelbraun bis schwärzlich, leicht glänzend und haben einen Durchmesser von 10 bis 20 mm.

## Vorkommen
Anadenanthera peregrina kommt in Südamerika vor, vor allem in Brasilien, Kolumbien, Venezuela und Guyana; auf den Westindischen Inseln hat sie sich mittlerweile eingebürgert und auf Haiti wird die Pflanze in Plantagen kultiviert. Anadenanthera peregrina bevorzugt Sandsteinböden und semiaride Standorte und findet sich vorwiegend in Ebenen und Grasregionen, die nicht bewaldet sind, so in Savannen entlang von Wasserläufen oder im offenen Grasland, und in Lagen von Meeresniveau bis zu maximal 1200 m Höhe.

## Taxonomie
Die Erstbeschreibung des Basionyms Mimosa peregrina erfolgt 1753 durch Carl von Linné in Sp. Pl.: 520. Die Neukombination zu Anadenanthera peregrina erfolgte 1923 durch Carlos Luis Spegazzini in Physis. (Buenos Aires) 6: 314.
Synonyme für Anadenanthera peregrina Speg. sind: Acacia angustiloba DC., Acacia microphylla Willd., Acacia peregrina (L.) Willd., Inga niopo Willd., Mimosa acacioides Benth., Mimosa niopo (Willd.) Poiret, Mimosa parvifolia Poiret, Niopa peregrina (L.) Britton & Rose, Piptadenia niopo (Willd.) Spruce, Piptadenia peregrina (L.) Benth.

## Nutzung

### Wirkstoffe
Vor allem die Samen und die Rinde von Anadenanthera peregrina enthalten psychoaktive Substanzen. Sie sind reich an als Serotonin-Mimetika wirksamen Tryptaminderivaten, wie N,N-Dimethyltryptamin (N,N-DMT), N,N-Dimethyl-5-methoxytryptamin (5-MeO-DMT) und Bufotenin (5-Hydroxy-dimethyltryptamin). Des Weiteren enthält die Pflanze Spuren von β-Carbolin-Alkaloiden, 2-Methyltetrahydro-β-carbolin sei hier als Beispiel angeführt. Der Gesamtalkaloidgehalt der Rinde beträgt 0,4 %, der Gehalt der Samen 0,2 % und die Wurzeln enthalten bis zu 0,7 % Alkaloide.

### Verwendung
Die im nördlichen Teil des Amazonasbeckens, im Orinocobecken sowie im Norden Argentiniens beheimateten Indianer nutzen Yopo-Puder seit Jahrtausenden als Psychedelikum. Die zuerst befeuchteten und zu einem Teig gekneteten Samen werden geröstet und zu einem Pulver zermahlen; durch Vermischen mit alkalischer Asche oder Kalk erhält man die freien Basen der Alkaloide. Die als Yopo, Niopo, Parica, Cébil, Vilca oder Huilca bezeichnete Mischung wirkt als kurzzeitiges und starkes Halluzinogen und wird vorwiegend nasal (Schnupfen), aber auch rektal als Klistier oder dermal appliziert. Die freien Basen werden dabei rasch resorbiert und überwinden – mit Ausnahme des Bufotenin – die Blut-Hirn-Schranke. Nasal, dermal oder rektal ist die Droge dabei deutlich wirksamer als oral aufgenommen. Mitunter wird Yopo zusammen mit Tabak geraucht oder vermischt mit Honig gegessen.

### Symptome
Je nach Art der Applikation und Zusammensetzung der Droge treten Symptome nach einer Minute (Rauchen von 5 bis 10 mg 5-Methoxydimethyltryptamin), zwei bis drei Minuten (i. v. Gabe von 0,7 mg/kg Dimethyltryptamin) oder 10 bis 15 Minuten (Schnupfen von Yopo-Pulver) auf. Dazu zählen der vollständige Identitätsverlust und multidimensionale Visionen, verbunden mit starken und vielfältigen psychedelischen Halluzinationen. Hierunter sind beispielsweise die Verwandlung in Tiere, erotische Ekstase und das Gefühl von Fliegen zu verstehen. Der Wirkung gehen oft Kopfschmerzen, Speichelfluss und Erbrechen voraus, bevor ein Trancezustand mit Tanzen, Singen und Schreien erreicht wird.

### Pharmakologie
Anadenanthera peregrina ist eine stark halluzinogene Pflanzenart mit psychoaktiven Eigenschaften, die als giftig (II) eingestuft ist. Bufotenin, N,N-DMT und 5-MeO-DMT aktivieren dabei die Serotoninrezeptoren. β-Carbolin-Alkaloide wirken als starke Hemmstoffe der Monoaminooxidase und der Serotonin-Antagonisten. Dies erklärt die halluzinogenen Effekte. 50 bis 80 mg N,N-DMT (intramuskuläre Injektion) bzw. 6 bis 8 mg Bufotenin (intravenöse Applikation) reichen für die Herbeiführung eines starken Rauschzustandes aus.

### Toxikologie
Bei intraperitonealer Gabe wurden bei der Maus folgende LD50-Werte ermittelt: Dimethyltryptamin 110 mg/kg, Bufotenin 290 mg/kg und 5-Methoxydimethyltryptamin 115 mg/kg.

### Weiteres
Das schöne, harte, schwere und beständige Holz wird auch als Patagonian Rosewood bezeichnet, wie das ähnliche von Anadenanthera colubrina. Es ist bekannt als Curupau, Curupay.

## Rechtslage
Anadenanthera peregrina ist nicht in den Anlagen des BtMG aufgeführt. Ähnlich wie bei Mescalin-haltigen Kakteen, ist der Besitz und Handel erlaubt, sofern botanische Zwecke verfolgt werden. Handel und Besitz zubereiteter Pflanzenteile zur Verwendung als Droge sind auf Grund des enthaltenen DMT und 5-MeO-DMT verboten.